# Église Saint-Léger de Boissy-Saint-Léger
Pour les articles homonymes, voir Église Saint-Léger.
L'église Saint-Léger est une église catholique située à Boissy-Saint-Léger, en France.

## Localisation
Cette église est située au numéro 1, rue de l'église.

## Historique
Cette église a été bâtie au XVIe siècle, sur les fondations d'un clocher du XIIIe siècle.
Elle est agrandie de 1863 à 1866.

## Mobilier
Cette église est décorée de vitraux remarquables.